# 拟渐尖毛蕨
拟渐尖毛蕨（学名：Cyclosorus sinoacuminatus）为金星蕨科毛蕨属下的一个种。